# فين ألفرد هانسن
فين ألفرد هانسن (بالدنماركية: Finn Alfred Hansen)‏ هو لاعب كرة قدم دنماركي، ولد في 9 أكتوبر 1935 في كوبنهاغن في الدنمارك.

## وصلات خارجية
- فين ألفرد هانسن على موقع قاعدة بيانات كرة القدم.إي يو (الإنجليزية)
- فين ألفرد هانسن على موقع ناشيونال فوتبول تيمز (الإنجليزية)